# Martti Matilainen
Martti Matilainen (ur. 18 września 1907 w Iisalmi, zm. 20 października 1993 w Valkeakoski) – fiński lekkoatleta, średnio- i długodystansowiec, dwukrotny olimpijczyk.

## Życiorys
Zajął 4. miejsce w biegu na 3000 metrów z przeszkodami na igrzyskach olimpijskich w 1932 w Los Angeles. Na mistrzostwach Europy w 1934 w Turynie zajął 6. miejsce w biegu na 1500 metrów
Na kolejnych igrzyskach olimpijskich w 1936 w Berlinie ponownie zajął 4. miejsce w biegu na 3000 metrów z przeszkodami i odpadł w eliminacjach w biegu na 1500 metrów.
Rekordy życiowe: 
- bieg na 1500 metrów – 3:53,1 (14 lipca 1938, Viipuri)
- bieg na 5000 metrów – 15:03,8 (3 września 1933, Oulu)
- bieg na 3000 metrów z przeszkodami – 9:09,0 (8 sierpnia 1936, Berlin)

## Rodzina
Jego starsi bracia Kalle i Jukka również byli lekkoatletami, uczestnikami igrzysk olimpijskich w 1928 w Amsterdamie, a zięć Pekka Vasala mistrzem olimpijskim w biegu na 1500 metrów na igrzyskach w 1972 w Monachium.